# المایراک
المایراک (به فرانسوی: Almayrac) یک کامین در فرانسه است که در Canton of Pampelonne واقع شده‌است.

## خصوصیات
المایراک ۱۰٫۹۷ کیلومترمربع مساحت و ۲۹۱ نفر جمعیت دارد و ۳۵۵ متر بالاتر از سطح دریا واقع شده‌است.